# On s'fait du mal
Singles de Black M
Je garde le sourire
(2014) C'est tout moi
(2015)
On s'fait du mal est un single musical de Black M, extrait de l'album Les Yeux plus gros que le monde.

## Classements hebdomadaires
| Classement (2014)                       | Meilleure position |
| --------------------------------------- | ------------------ |
| Belgique (Wallonie Ultratop 50 Singles) | 41                 |
| France (SNEP)                           | 35                 |